# Arkovna, Varna
Arkovna (în bulgară Арковна) este un sat în comuna Dălgopol, regiunea Varna,  Bulgaria. 

## Demografie
Componența etnică a satului Arkovna
     Bulgari (97,33%)
     Nicio identificare (2,66%)
     Altele (0%)
La recensământul din 2011, populația satului Arkovna era de 75 locuitori. Din punct de vedere etnic, majoritatea locuitorilor (97,33%) erau bulgari. Pentru 2,66% din locuitori nu este cunoscută apartenența etnică.